# 溝口善勝
溝口 善勝（みぞぐち よしかつ）は、安土桃山時代から江戸時代前期にかけての武将・大名。越後国沢海藩初代藩主。

## 生涯
天正12年（1584年）、加賀国大聖寺にて溝口秀勝の次男として誕生した。初め父と共に豊臣家に仕えたが、慶長5年（1600年）の関ヶ原の戦いでは東軍に与し、戦後は徳川秀忠の家臣となった。慶長10年（1605年）、秀忠の上洛に随行して従五位下、伊豆守に叙任される。慶長15年（1610年）、父が死去して家督（越後新発田藩主）は兄の宣勝が継いだが、兄から1万2000石を分与され、それまで領していた2000石と合わせて1万4000石の大名・越後沢海藩主となった。
慶長19年（1614年）からの大坂の陣においては徳川方に与し、土井利勝の与力として武功を挙げた。寛永4年（1627年）8月からは大坂城の守備を務めている。寛永11年5月2日（1634年5月28日）、51歳で死去し、跡を長男の政勝が継いだ。

## 系譜
- 父：溝口秀勝
- 母：瑞雲院 - 長井源七郎娘
- 正室：慶春院 - 前田長種娘
  - 長男：溝口政勝
  - 次男：溝口助勝
  - 三男：溝口安勝
  - 四男：溝口信勝